# Zhang Qing (Biathlet)
Zhang Qing (chinesisch 张庆; * 7. April 1979 in Liaoning) ist ein chinesischer Biathlet.
Der Student aus Dalian begann 1994 mit dem Biathlonsport. Zum chinesischen Nationalkader gehört er seit 2000. Wie alle chinesischen Athleten wird er von Klaus Siebert trainiert. Sein Debüt im Biathlon-Weltcup gab er schon 1998 bei einem Einzel (84.) in Hochfilzen. Nach vereinzelten Rennen wurde er ab 2001 regelmäßig im Weltcup eingesetzt. Selten konnte er gute Platzierungen erreichen. Erstmals konnte er 2006 in Hochfilzen im Sprint als 20. in die Punkteränge laufen. Noch besser lief es für ihn 2007 am Holmenkollen in Oslo, wo er in einem Einzel 18. wurde. Es war zugleich sein bestes Weltcup-Ergebnis. Zhangs Auftritte bei den Olympischen Winterspielen 2002 in Salt Lake City endeten alle bei Ergebnissen zwischen dem 50. und 60. Platz. Auch die Auftritte bei den Weltmeisterschaften am Holmenkollen 2000, in Oberhof 2004 und Antholz 2007 endeten nie besser als mit einem 55. Platz. Dennoch konnte er in Antholz mit der Mixed-Staffel als Siebte ein herausragendes Ergebnis erreichen. Recht gute Resultate schaffte Zhang auch bei den Biathlon-Weltmeisterschaften 2009 in Pyeongchang, wo er 34. des Sprints und 37. der Verfolgung wurde. Seitdem kam er nicht mehr international zum Einsatz.
Besonders erfolgreich war Zhang bei Winterasienspielen. 1999 gewann er in Gangwon-do im Einzel und im Sprint die Goldmedaillen, 2003 in Aomori mit Qiu Lianhai, Zhang Hongjun und Wang Xin Staffelbronze und 2007 in Changchun mit Ren Long, Zhang Chengye und Tian Ye Staffelgold sowie Silber im Einzel und Bronze im Sprintrennen.

## Biathlon-Weltcup-Platzierungen
Die Tabelle zeigt alle Platzierungen (je nach Austragungsjahr einschließlich Olympische Spiele und Weltmeisterschaften).
- 1.–3. Platz: Anzahl der Podiumsplatzierungen
- Top 10: Anzahl der Platzierungen unter den ersten zehn (einschließlich Podium)
- Punkteränge: Anzahl der Platzierungen innerhalb der Punkteränge (einschließlich Podium und Top 10)
- Starts: Anzahl gelaufener Rennen in der jeweiligen Disziplin
- Staffel: inklusive Mixed- und Single-Mixed-Staffeln

| Platzierung                      | Einzel | Sprint | Verfolgung | Massenstart | Staffel | Gesamt |
| -------------------------------- | ------ | ------ | ---------- | ----------- | ------- | ------ |
| 1. Platz                         |        |        |            |             |         |        |
| 2. Platz                         |        |        |            |             |         |        |
| 3. Platz                         |        |        |            |             |         |        |
| Top 10                           |        |        |            |             | 1       | 1      |
| Punkteränge                      | 3      | 2      | 1          |             | 13      | 19     |
| Starts                           | 16     | 43     | 17         |             | 14      | 90     |
| Stand: nach der Saison 2009/2010 |        |        |            |             |         |        |